# Classique Montréal-Québec Louis Garneau
La Classique Montréal-Québec Louis Garneau est une course cycliste sur route qui se déroule chaque année au Canada.
Cette course cycliste, ouverte exclusivement aux équipes professionnelles et élites, se déroule de l'aréna Maurice-Richard, à Montréal, jusqu'à l'usine Louis-Garneau Sport, à Saint-Augustin-de-Desmaures en banlieue de Québec. C'est la plus longue et plus ancienne course cycliste en Amérique du Nord. Le parcours de cette course est dans l'ensemble plat mais l'arrivée est jugée après une montée de 2 km avec une pente pouvant atteindre 15 %. 
Les 20 premiers kilomètres de la course sont neutralisés.
La course est habituellement très rapide car les vents sont presque toujours favorables et parfois forts à cause de la proximité du fleuve Saint-Laurent.
Anciennement la course se déroulait de Québec vers Montréal
Il existe aussi désormais le Challenge Québec - Trois-Rivières, une course ouverte à d'autres catégories se déroulant de l'usine Louis-Garneau Sport à St-Augustin-de-Desmaures jusqu'à Trois-Rivières.

## Palmarès
| Année | Vainqueur                     | Deuxième                  | Troisième                  |
| 2002  | Piotr Mazur Pologne           | Dominique Perras Canada   | Timothy Johnson États-Unis |
| 2003  | Timothy Johnson États-Unis    | Alexandre Nadeau Canada   | Ciaran Power Irlande       |
| 2004  | Dominique Perras Canada       | Christophe Chesaux Canada | Mathieu Toulouse Canada    |
| 2005  | Dominique Rollin Canada       | Alexandre Lavallée Canada | Eneas Freyre États-Unis    |
| 2006  | Ryan Roth Canada              | Hugh Moran États-Unis     | Erik Lynan Canada          |
| 2007  | Alexandre Nadeau Canada       | David Veilleux Canada     | Mathieu Toulouse Canada    |
| 2008  | Arnaud Papillon Canada        | Dominique Perras Canada   | Bruno Langlois Canada      |
| 2009  | Jean-Sébastien Perron Canada  | Michael Joannisse Canada  | Tim Abercrombie Canada     |
| 2010  | Aurélien Passeron France      | William Goodfellow Canada | Charly Vives Canada        |
| 2011  | Brett Tivers Nouvelle-Zélande | Derrick St. John Canada   | Benjamin Martel Canada     |